# 하시촌
하시촌(端村)은 이시카와현 가시마군에 존재했던 촌이다. 

## 역사
- 1889년 4월 1일 - 정촌제 시행에 의해 가시마군 하시촌이 성립하였다.
- 1934년 6월 1일 - 다즈루하마촌, 아카구라촌과 합병해 와쿠라정이 성립하였다.

## 참고문헌
- 『田鶴浜町史』